# Phyteuma scorzonerifolium
Espèce
Classification phylogénétique
Phyteuma scorzonerifolium, ou Raiponce à feuilles de scorsonère, est une espèce de plantes du genre des raiponces et de la famille des campanulacées.